# Turno smučanje
Turno smučanje je smučanje v naravi na neoznačenih in nenadzorovanih območjih. Smuča se zunaj urejenih smučišč in na turo se lahko odpravimo za več kot en dan. Podobno je smučarskemu teku.
Turno smučanje vsebuje elemente nordijskega in alpskega smučanja in zajema tudi elemente telemarka. Značilnost turnega smučanja je, da je peta smučarja »prosta«, ni vpeta na smuči, z namenom da omogoča naravno drsno gibanje med prečenjem in vzpenjanjem po terenu, ki je lahko položno ali pa ekstremno strmo. Turnega smučanja so se začeli posluževati smučarji in alpinisti z željo po smučanju, na novozapadlem svežem snegu in da bi se izognili dragim stroškom smučanja na urejenih smučarskih progah.
Tura zahteva samostojne, navigacijske spretnosti in lahko vključuje iskanje poti po plazovitem terenu. Primerja se z pohodništvom in popotovanju z nahrbtnikom.
Smučarski alpinizem je oblika turnega smučanja, ki združuje telemark, alpsko smučanje, tek na smučeh in alpinizem. 

## Zgodovina
Med pionirje turnega smučanja spada John Snowshoe, verjetno prvi sodobni smučarski alpinist in popotnik, ki je s smučmi dvakrat mesečno dostavljal pošto, po strmih vzhodnih delih Sierre Nevade do oddaljenih Kalifornijskih rudarskih kampov. Začel je leta 1855 in to počel vsaj 20 let. Njegova pot je bila dolga 140 kilometrov, trajala je 3 dni in še 48 ur nazaj. Pošta je bila težka več kot 45 kilogramov.
Cecil Slingsby, je bil eden prvih, ki je leta 1880 na smučeh prešel 1550 metrov visok Keizerjev prelaz na Norveškem. Drugi pionirji so Adolfo Kind, Arnold Lunn, Ottorino Mezzalama, Patrick Vallencant in Kilian Jornet Burgada.

## Terminologija
Pojavili so se različni izrazi, ki se nanašajo na način dostopa do terena:
- Frontcountry se nanaša na teren, ki je izven poti, vendar znotraj meja smučišča, kjer so vlečnice in reševalne službe na dosegu roke.
- Slackcountry se nanaša na teren, ki je zunaj označenih meja smučarskega območja in do katerega lahko dostopate z vlečnicami. Običajno to vključuje tudi teren z dostopom nazaj do vlečnice. Slackcountry touring vključuje tudi turneje, kjer ljudje uporabljajo avto kot shuttle.
- Sidecountry se nanaša na teren, ki je zunaj meja smučišča, a je še vedno dostopen z vlečnico.
- Backcountry se nanaša na teren v oddaljenih predelih, ki je zunaj meja smučišča in do katerega ni mogoče dostopati s pomočjo vlečnice.

## Oprema
Oprema za alpsko smučanje
Oprema za alpsko smučanje se lahko uporablja za turno smučanje z dodatkom odstranljivega veznega vložka, ki omogoča prosto nihanje pete pri vzponih.
Nordijsko smučanje
Nordijsko smučanje je smučanje z vezmi, ki pete ves čas puščajo proste. Tako nordijskim smučarjem ni treba preklapljati naprej in nazaj med načini navzgor in navzdol, kar je lahko koristno pri določenih vrstah terena. Nordijske smuči so lahko ozke in brez roba za urejene proge ali idealne snežne razmere, in se uporabljajo s čevlji, ki spominjajo na mehke ali nizke čevlje.
Telemark
Oprema je zasnovana  za strme terene ali smučišča.
Turno smučanje
Posebna alpinistična vezava, sicer zelo podobna vezi za spust, omogoča dvigovanje pete zaradi lažjega vzpona, zaklep vezi pa omogoča popolno oporo pri smučanju navzdol.

## Regije za turno smučanje
Turno smučanje lahko poteka kjer koli, kjer je primeren sneg in teren, pa tudi ustrezni načini dostopa do poti, npr. po cesti z vozili, z ratrakom ali letalom.

### Islandija
Center dejavnosti na polotoku Troll na severu Islandije.

### Norveška
Smučanje po Norveški ima dolgo tradicijo in je bilo prvotno edino zimsko prevozno sredstvo. Turno smučanje pa je bilo osnova polarnih odprav norveških raziskovalcev, kot sta Fridtjof Nansen in Roald Amundsen. Na Norveškem je na tisoče kilometrov označenih smučarskih prog v gozdnatih in v gorskih predelih. Poti vzdržujejo organizacije, kot so Skiforeningen na območju Oslomarke in Norveško treking združenje na nacionalni ravni, vključno s Hardangerviddo, Rondane in Jotunheimen. Norveško treking združenje (norveško: Den norske turistforening; DNT) vzdržuje planinske poti in kabine na Norveškem in ima več kot 200.000 članov.

### Evropske Alpe
Visoka pot in Tirolska sta priljubljena predela za turno smučanje.

### Albanija in Severna Makedonija
Številna podjetja so začela ponujati storitve turnega smučanja v teh državah, ki si delijo Šar planino. Ture so dolge 5 do 10 dni in so specifične, saj se izvajajo izven smučarskih središč in ponujajo neokrnjene poglede.